# Heréd, Heves
Heréd  este un sat în districtul Hatvan, județul Heves, Ungaria, având o populație de 2.012 locuitori (2011). 

## Demografie
Componența etnică a satului Heréd
     Maghiari (98,5%)
     Necunoscut (0,52%)
     Alții (0,98%)
Componența confesională a satului Heréd
     Romano-catolici (67,54%)
     Fără religie (4,77%)
     Reformați (2,53%)
     Luterani (2,04%)
     Necunoscută (22,91%)
     Atei (0,2%)
     Alte religii (0,2%)
Conform recensământului din 2011, satul Heréd avea 2.012 locuitori. Din punct de vedere etnic, majoritatea locuitorilor (98,5%) erau maghiari. Apartenența etnică nu este cunoscută în cazul a 0,52% din locuitori.  Din punct de vedere confesional, majoritatea locuitorilor (67,54%) erau romano-catolici, existând și minorități de persoane fără religie (4,77%), reformați (2,53%) și luterani (2,04%). Pentru 22,91% din locuitori nu este cunoscută apartenența confesională.